# 아베 도모지

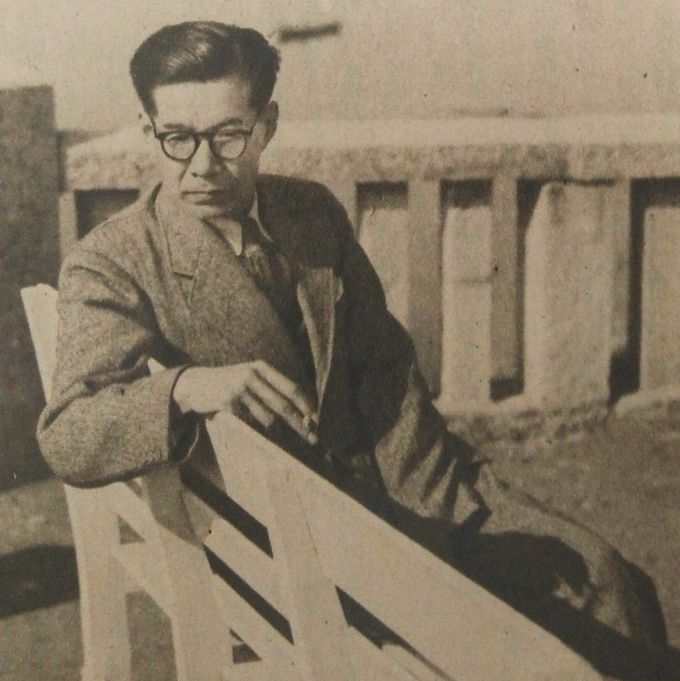

아베 도모지(阿部知二, 1903년 6월 26일~1973년 4월 23일)는 일본의 소설가, 사회평론가, 휴머니스트, 영어 및 미국 문헌 번역가이다. 나중 작품들에는 모더니스트로서 글을 쓰기 시작했지만 일본 문학에는 지식운동을 대표했다. 이 운동은 다니자키 준이치로와 아쿠타가와 류노스케의 작품에서 보이는 미적 가치와 감정 상태에 초점을 둔 형태와 일본의 전통적 사상과는 동떨어진다. 세계 문학과 일본에서 지속적으로 인기를 끈 모더니스트 관점과도 동떨어진다.(일본의 모더니스트 작가들로는 사토 하루오, 이토 세이, 호리 타츠오, 요코미쓰 리이치, 가와바타 야스나리가 있다) 아베의 지적 접근은 파시즘과 군국주의가 떠오르고 일본의 봉건제 전통을 보존하고자 했던 쇼와 시대(1925~1945년) 초기의 일본의 사회정치적 분위기와는 맞지 않았다.
미마사카시에서 태어났다.